# Matilde da Normandia
Matilde da Normandia (Normandia, 974 – 1005) foi condessa de Blois como esposa de Eudo II de Blois. 

## Família
Matilde era a filha do duque Ricardo I da Normandia e de Gunora de Crépon.
Os seus avós paternos foram Guilherme I da Normandia e Esprota, sua segunda esposa. Os seus avós maternos são desconhecidos, mas, especula-se que o pai de Gunora era um guarda-florestal da região de Pays de Caux, na Normandia, ou que ela poderia ser de origem dinamarquesa nobre.
Ela teve sete irmãos, entre eles: Ricardo II da Normandia, Roberto de Évreux, Maugério, conde de Corbeil, a rainha Ema, primeiro como esposa de Etelredo II de Inglaterra, e depois foi casada com o seu sucessor, Canuto II da Dinarmaca, Avoisa esposa de Godofredo I da Bretanha, etc.
Através do irmão, Ricardo II, ela foi tia-avó do primeiro rei normando da Inglaterra, Guilherme, o Conquistador.

## Biografia
Matilde se casou no ano de 1003 ou 1004 com o conde Eudo II de Blois. Ele era filho de Eudo I de Blois e de Berta da Borgonha, que foi rainha da França pelo seu segundo casamento com Roberto II de França. Como seu dote, ela recebeu "metade do Castelo de Dorcas (Dreux)."
Matilde faleceu por volta de 1005, com cerca de 31 anos, sem ter tido filhos. Ricardo II e Eudo II entraram numa briga, devido ao dote de Matilde, que era parte da cidade de Dreux. A disputa entre os dois resultou na construção, em 1013, do Castelo de Tillières-sur-Avre por parte de Ricardo contra Eudo, que tentou capturar a fortaleza, mas, acabou falhando. O rei Roberto II, padrasto de Eudo, impôs sua arbitração às partes, aproximadamente no ano de 1101, dando Dreux para o enteado.
Eudo se casou com Ermengarda da Auvérnia, e teve filhos. 
O local do enterro de Matilde é desconhecido.